# میگل میرامون

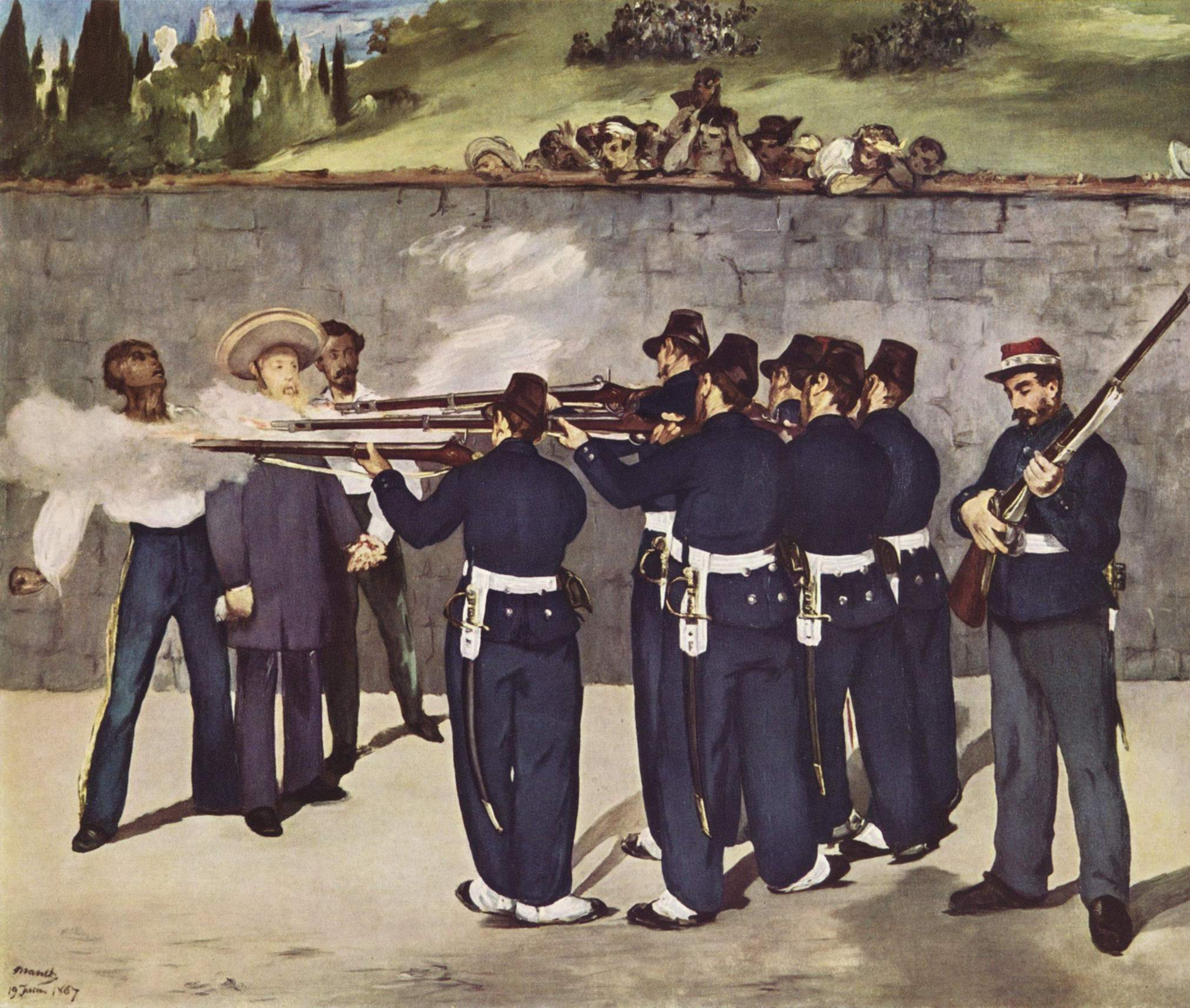
تابلوی تیرباران ماکسیمیلیان، اثر ادوارد مانه، اعدام انقلابی و تیرباران فردیناند ماکسیمیلیان یوزف، امپراتور مکزیک و ژنرال میگل میرامون و توماس میخیا، فرمانده گارد سواره‌نظام را به تصویر کشیده‌است.

میگل میرامون (انگلیسی: Miguel Miramón؛ ۲۹ سپتامبر ۱۸۳۲ – ۱۹ ژوئن ۱۸۶۷) یک سیاست‌مدار اهل مکزیک بود.